# Bocht fan Molkwar
De Bocht fan Molkwar  is een natuurgebied in de Nederlandse provincie Friesland.
Het natuurgebied de Bocht fan Molwar is het buitendijks gelegen gebied tussen Hindeloopen en Molkwerum. Het gebied bestaat uit rietland, schraalgrasland, enkele kunstmatig aangelegde eilandjes voor de Friese kust en het omringende water. Het terrein op het land is 23 hectare groot, het reservaat voor watervogels telt 274 hectare.
Het natuurterrein wordt beheerd door de Friese natuurbeschermingsorganisatie It Fryske Gea, die in 1995 drie eilandjes aanlegde voor de kust tussen Hindeloopen en Molkwerum. Vanaf die tijd heeft het gebied zich ontwikkeld tot een rust- en broedplaats voor grote aantallen water- en weidevogels. Het gebied is niet vrij toegankelijk. Vanaf de IJsselmeerdijk en vanuit de vogelkijkhut is het mogelijk om de flora en fauna van het gebied te observeren.

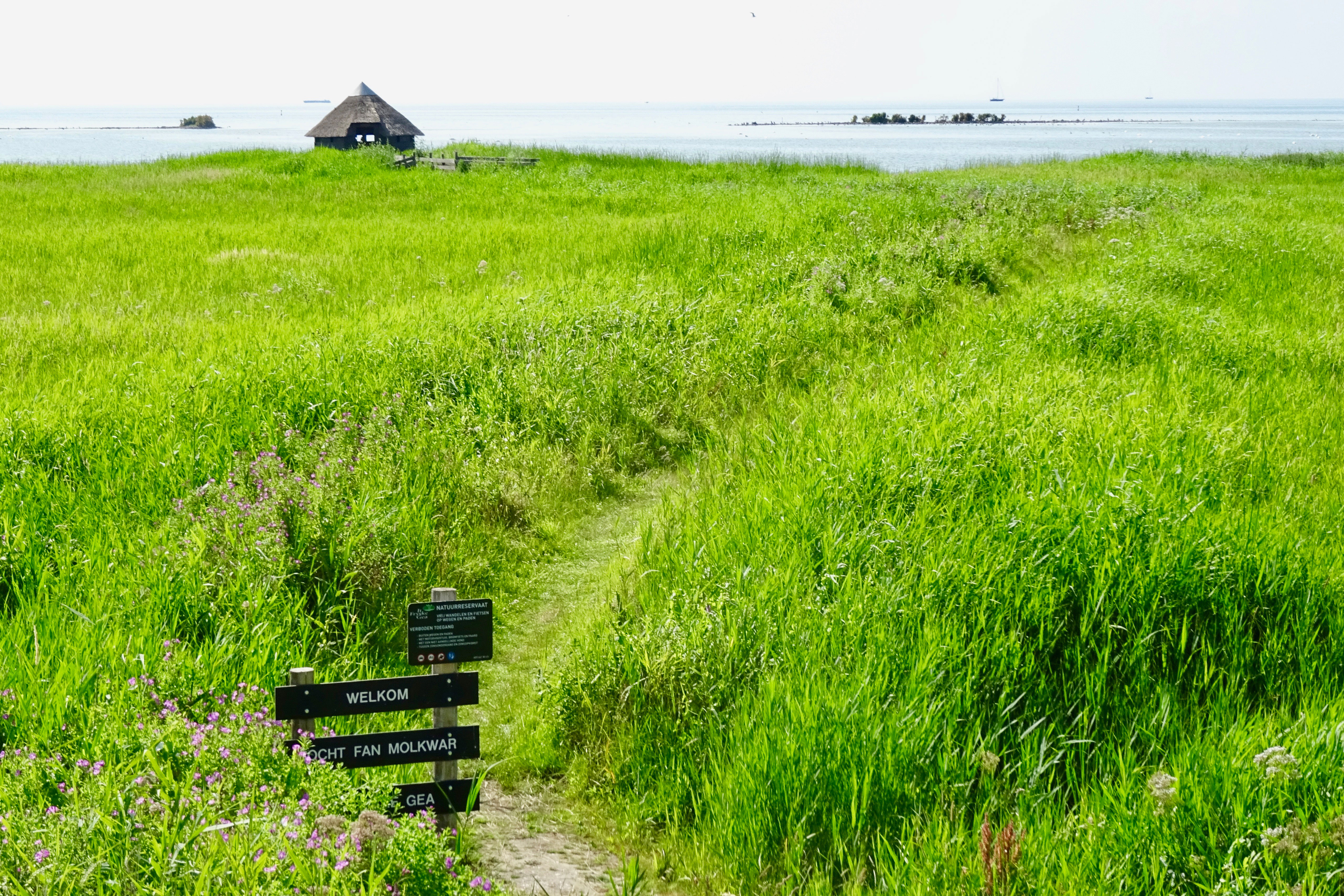
De Bocht fan Molkwar met de vogelkijkhut

Aeltsjemar
· De Alde Feanen
· Bakkeveense Duinen
· Bancopolder
· Bekhofschaans
· Bjirmen
· Blauhúster Puollen
· Bocht fan Molkwar
· Botmar
· Bouwepet
· Buismans Einekoai
· Bûtenfjild
· Van Coehoornbosk
· Delleboersterheide
· Diakonieveen
· Dobbe Stienser Aldlân
· Dobben Hurdegarypsterwarren
· Dunegeaster- en Follegeasterpolder
· Dyksfearten
· Eanjumerkolken
· Easterskar
· Einekoai Piaam
· Einekoaien Lytse Geast
· De Fluezen
· Grikelân en Turkije
· Grutte Wielen
· Heide Hulstreed
· De Hon
· Huitebuersterbûtenpolder
· Joodse begraafplaats Tacozijl
· Joodse begraafplaats Noordwolde
· Kapellepôle
· Ketelermar
· Ketliker Skar
· Kobbelân
· Lendebos
· Lindevallei
· Liphústerheide
· Makkumersúdmar
· Makkumerwaarden
· Mandefjild
· Martenastate
· Meulebos
· Meulereed
· Mokkebank
· Mûntsebuorsterpolder
· Noard-Fryslân Bûtendyks
· 't Oerd
· Ottema Wiersma reservaat
· Park Huize Olterterp
· Park Jongemastate
· Peazemerlannen
· Petgatten De Feanhoop
· Polders Koarnwert
· Ringwiel
· Rysterbosk
· De Ryp
· Schaopedobbe
· Séfonsterpolder
· Sippen-finnen
· Skiedingsboskje
· Slachtedyk
· Steile Bank
· Stokersdobbe
· Sudermarpolder
· Syp Set
· Taconisbosk
· Tsjongerwâlen
· Teroelster Sipen
· Unlân fan Jelsma
· Van Asperen einekoaien
· Warkumermar
· Warkumerwaard
· 't West
· Wilhelmina-oard
· Ychtenerfeanpolder